# كوستا سيرينا
كوستا سيرينا (بالإنجليزية: Costa Serena)‏ هي سفينة سياحية من درجة كونكورديا بتصنيف البحرية الإيطالية، يرمز اسم كوستا سيرينا إلى الانسجام والهدوء. دخلت الخدمة في منتصف عام 2007، وتعتبر أكبر سفينة سياحية في العالم ويبلغ طولها 950 قدم، وتتألف من 17 طابق. تتسع سفينة كوستا سيرينا لأكثر من 5000 آلاف راكب ويوجد فيها 2930 غرفة مزدوجة، كما يتألف طاقمها من 1100 شخص.

## وثائقي
في عام 2009 تم إنتاج 6 حلقات لفيلم وثائقي عن السفينة وعرض على قناة ناشيونال جيوغرافيك باسم «مذكرات الباخرة السياحية».